# (9655) Yaburanger
(9655) Yaburanger est un astéroïde de la ceinture principale.

## Description
(9655) Yaburanger est un astéroïde de la ceinture principale. Il fut découvert le 11 février 1996 à Oizumi par Takao Kobayashi. Il présente une orbite caractérisée par un demi-grand axe de 2,37 UA, une excentricité de 0,07 et une inclinaison de 5,0° par rapport à l'écliptique.

## Compléments